# Llista de doctors honoris causa per la Universitat Jaume I
Llistat de persones investides com a doctors honoris causa per la Universitat Jaume I de Castelló (actualitzada a juny de 2016).
- Karl-Otto Apel (11 de juny de 1993)
- Albert Bandura (12 de juny de 2002)
- Pedro Barceló Batiste (4 d'abril de 2006) (historiador)
- Miquel Batllori i Munné (23 de maig de 2002)
- Rosa María Calaf (14 d'abril de 2014)
- Fernando Checa Cremades (29 de maig de 2015)
- Germà Colón Domènech (14 d'octubre de 1993)
- Avelino Corma Canós (15 de gener de 2009)
- Adela Cortina Orts (15 de gener de 2009)
- Enrique Costa Novella (27 de febrer de 1995)
- Joan Costa (4 d'abril de 2006)
- Frank Albert Cotton (1 de juny de 2000)
- James E. Cross (27 de setembre de 1995)
- Valentí Fuster Carulla (23 de novembre de 2007)
- María Ángeles Galino Carrillo (8 de novembre de 2000) (pedagoga)
- Antonio García Verduch (11 d'abril de 1997)
- Antonio Gil Olcina (12 de juny de 2002) (geògraf, rector de la Universitat d'Alacant)
- Alfred Giner Sorolla (18 d'octubre de 1996)
- Juliane House (14 d'abril de 2014) (lingüísta)
- Peter J. Lang (11 d'abril de 2008) (psicòleg)
- Ramón Lapiedra i Civera (11 de juny de 1993)
- Juan Martín Queralt (5 de novembre de 2013) (jurista)
- Federico Mayor Zaragoza (2 de desembre de 2009)
- Juan Montero Aroca (5 de novembre de 2013) (jurista)
- Carlo Palmonari (11 de setembre de 2001) (professor de ciència i tecnologia)
- Vozken Adrian Parsegian (11 d'abril de 2008) (biofísic)
- Eduardo Primo Yúfera (27 de febrer de 1995)
- Pierre-Arnaud Raviart (3 de novembre de 2014) (matemàtic)
- Nicolás Sánchez Albornoz (1 de juny de 2000) (historiador)
- Amartya Kumar Sen (11 de setembre de 2001)
- Sebastià Serrano Farrera (29 de maig de 2015)
- Vicent Sos Baynat (12 de juny de 1992)
- Klaus Tiedemann (27 de febrer de 1996) (jurista)
- Leopoldo Tullio (22 de febrer de 2013) (jurista)
- Manuel Valdivia Ureña (14 d'octubre de 1993)
- Enric Valor i Vives (26 de febrer de 1999)
- Manuel Vicent (7 d'octubre de 2009)
- Tomás S. Vives Antón (5 de novembre de 2013) (jurista)
- Muhammad Yunus (26 de juny de 2006)

## Font
- Llistat de doctors i doctores honoris causa a la web de la Universitat Jaume I